# 打鐵坑溪
打鐵坑，又稱為清水坑，是臺灣北部的一條河川，位於桃園市龍潭區，是大漢溪的支流，流域面積約為600公頃，發源於龍潭區石門山（小竹坑山）西側，向北流至打鐵坑，穿越台3乙打鐵坑橋後向東北方向流去，途經清水坑、大平村、三坑，最後於三坑自然生態公園附近注入大漢溪。打鐵坑從溪流源頭至歷史建築「大平橋」，蜿蜒在青山與田野間，保有昔日農村景觀，沿途風光明媚。

## 景點
- 大平橋：歷史建築，1923年（大正12年）落成，為三坑子與大平村之間的聯絡橋樑，橫跨蔗部坑（清水坑）兩岸，東接大坪村，西鄰三坑村，是一座以紅磚為主的建造的拱橋[2]。